# ST Водолея
ST Водолея (лат. ST Aquarii), HD 211965 — двойная затменная переменная звезда типа Беты Лиры (EB) в созвездии Водолея на расстоянии приблизительно 836 световых лет (около 256 парсеков) от Солнца. Видимая звёздная величина звезды — от +9,67m до +9,15m. Орбитальный период — около 0,781 суток (18,744 часов).

## Характеристики
Первый компонент — белая звезда спектрального класса A7: или F2V. Эффективная температура — около 6600 К.
Второй компонент — жёлтый субгигант спектрального класса G8IV:.